# Xã Greenfield, Quận Craighead, Arkansas
Xã Greenfield (tiếng Anh: Greenfield Township) là một xã thuộc quận Craighead, tiểu bang Arkansas, Hoa Kỳ. Năm 2010, dân số của xã này là 2.645 người.